# Melithaea fragilis
Melithaea fragilis is een zachte koraalsoort uit de familie Melithaeidae. De koraalsoort komt uit het geslacht Melithaea. Melithaea fragilis werd in 1889 voor het eerst wetenschappelijk beschreven door Wright & Studer. 